# Pedagogium Szczecińskie
Pedagogium Szczecińskie, Pedagogium Książęce – główny ośrodek życia naukowego i edukacji w Szczecinie w latach 1544–1667.
W latach czterdziestych XVI w. dwór książąt szczecińskich przystąpił do realizacji projektu utworzenia w Szczecinie uniwersytetu, drugiego na terenie księstwa pomorskiego – po istniejącym od 1456 roku Uniwersytecie w Greifswaldzie. W efekcie tych działań powstało jednak tylko Pedagogium. Początkowo był to twór pośredni między szkołą elementarną (łacińską) a szkołą wyższą.
Dokument fundacyjny pochodzi z roku 1543, szkoła rozpoczęła działalność rok później. Wkrótce też – dzięki rozwojowi szczecińskich drukarni – powstał księgozbiór Pedagogium, wzbogacony książkami pochodzącymi z biblioteki księcia Filipa II Pobożnego. Na początku XVII w. poziom nauczania w Pedagogium osiągnął stopień akademicki.
W roku 1667 Pedagogium zostało zamknięte, jego funkcję przejęło Gimnazjum Karolińskie (Carolinum) utworzone przez Szwedów panujących wówczas w Szczecinie.
Do bardziej zasłużonych absolwentów Pedagogium należą: Paul Friedeborn oraz Johannes Micraelius (później również rektor). Rektorami Pedagogium byli m.in. Daniel Cramer i Philipp Dulichius.

## Literatura
- Edward Włodarczyk, Szczecin – centrum kultury na pomorzu (XVI-XX w.), w: Kompozytorzy szczecińscy, tom I, pod red. Eugeniusza Kusa, Mikołaja Szczęsnego i Edwarda Włodarczyka, Szczecin 2003, ISBN 83-916790-4-7, s. 14–16.